# District de Siófok
Le district de Siófok (en hongrois : Siófoki járás) est un des 8 districts du comitat de Somogy en Hongrie. Il compte 51 761 habitants et rassemble 24 localités : 21 communes et 3 villes dont Siófok, son chef-lieu.
Cette entité existait déjà auparavant, entre 1950 et 1983.

## Localités
- Ádánd
- Balatonendréd
- Balatonföldvár
- Balatonszabadi
- Balatonszemes
- Balatonszárszó
- Balatonvilágos
- Balatonőszöd
- Bálványos
- Kereki
- Kötcse
- Kőröshegy
- Nagyberény
- Nagycsepely
- Nyim
- Pusztaszemes
- Siófok
- Siójut
- Som
- Szántód
- Szólád
- Ságvár
- Teleki
- Zamárdi